# Ergänzungsjagdgeschwader 2
Das Ergänzungsjagdgeschwader 2 war ein Verband der Luftwaffe der Wehrmacht im Zweiten Weltkrieg. Als Ergänzungsjagdgeschwader, ausgestattet mit Jagdflugzeugen vom Typ Focke-Wulf Fw 190A, Heinkel He 162A, Messerschmitt Bf 109G, Messerschmitt Bf 110 und Messerschmitt Me 262A, diente es frisch ausgebildeten oder rekonvaleszenten Jagdfliegern zur Gewöhnung an die Frontbedingungen, bevor diese in reguläre Jagdgeschwader versetzt wurden. Es wurde am 25. April 1945, vor der bedingungslosen Kapitulation der Wehrmacht, aufgelöst.

## Geschichte
Der Geschwaderstab bildete sich am 1. November 1944 in Sprottau. (Lage) Die I. Gruppe entstand am 2. November 1944 in Ludwigslust (Lage) aus der Ergänzungs-Nachtjagdgruppe, während die II. Gruppe erst am 29. März 1945 in Schleswig (Lage) aus der II. Gruppe des Ergänzungs-Kampfgeschwader (J) aufgestellt wurde. Zuvor entstand am 2. November aus dem Erprobungskommando 262 in Lechfeld (Lage) die III. Gruppe, während die IV. Gruppe sich am gleichen Tag in Udetfeld (Lage) aus dem Erprobungskommando 16 formiert hatte. Schlussendlich entstand am 29. März 1945 in Gablingen (Lage) noch eine V. Gruppe, als die I. Gruppe des Ergänzungs-Kampfgeschwader (J) diese neue Bezeichnung erhielt.

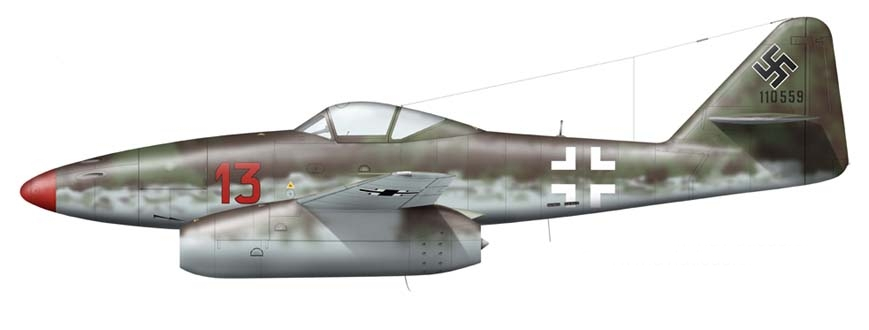
Messerschmitt Me 262A-1 der III. Gruppe

Das Geschwader flog mit Jagdflugzeugen vom Typ Focke-Wulf Fw 190A, Heinkel He 162A, Messerschmitt Bf 109G, Messerschmitt Bf 110 und Messerschmitt Me 262A und war Anfang März 1945 der Luftflotte 10 unterstellt.
Der Geschwaderstab und die I. Gruppe wurden, vor der bedingungslosen Kapitulation der Wehrmacht, am 25. April 1945 aufgelöst. Zuvor war schon die IV. Gruppe am 20. April aufgelöst worden. Die III. Gruppe erhielt ihre Auflösung am 27. April 1945, während die II. und die V. Gruppe bis Mai 1945 bestanden.

## Kommandeure

### Geschwaderkommodore
| Dienstgrad     | Name          | Zeit                                |
| -------------- | ------------- | ----------------------------------- |
| Oberstleutnant | Werner Andres | 2. November 1944 bis 25. April 1945 |

### Gruppenkommandeure
I. Gruppe
- Hauptmann Heinrich Spitzer, 2. November 1944 bis März 1945[15]
- Major Scholtz, März 1945 bis April 1945[16]

II. Gruppe
- Major Hans-Ekkehard Bob, 29. März 1945 bis 31. März 1945[17]

III. Gruppe
- Hauptmann Horst Geyer, 7. November 1944 bis 11. November 1944[18]
- Oberleutnant Ernst Wörner, 12. November 1944 bis Januar 1945[19]
- Major Heinz Bär, 14. Februar 1945 bis 26. April 1945[20]

IV. Gruppe
- Hauptmann Hans Nocher, 14. Oktober 1944 bis 2. November 1944[21]
- Hauptmann Robert Olejnik, 2. November 1944 bis 22. Februar 1945[22]
- Major Heinrich Offerdinger, 23. Februar 1945 bis 20. April 1945[23]

V. Gruppe
- Hauptmann Walter Grasemann, 23. Januar 1945 bis Mai 1945[24]

## Bekannte Geschwaderangehörige
- Hans Guido Mutke (1921–2004), war ein Verkehrspilot, Arzt in der Luftfahrtmedizin sowie Gynäkologe